# Krčić (rivière)
Pour les articles homonymes, voir Krčić.

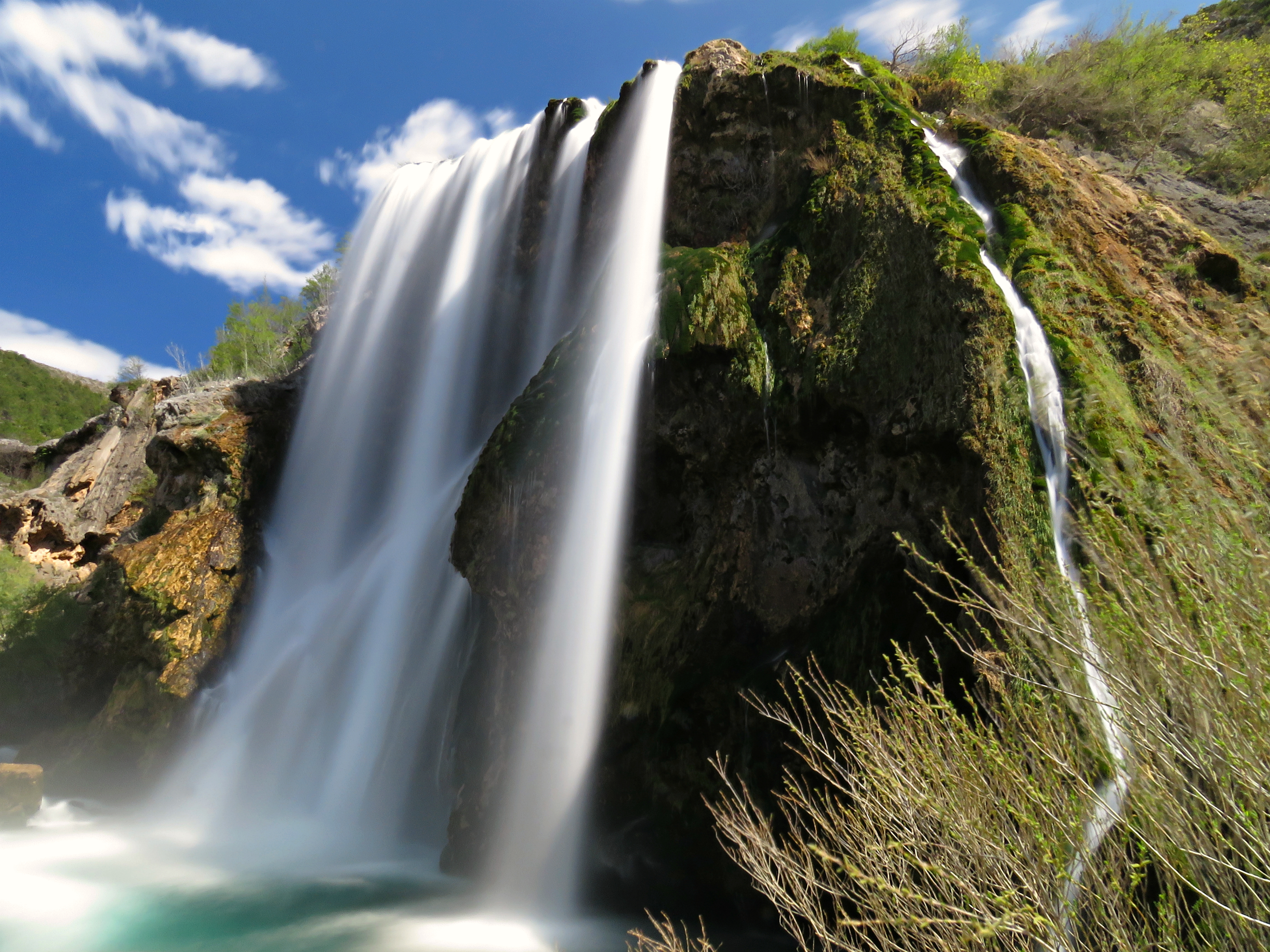
Cascade sur la rivière Krčić dans le parc national de Krka. Avril 2017.

Le Krčić est une rivière de Croatie. Longue de 10 km, elle est un affluent de la rivière Krka. Elle fait partie du bassin versant de la mer Adriatique.
Le Krčić termine sa course en entrant dans le poljé de Knin, ville dont la rivière est toute proche.
Sur son parcours, la rivière forme une cascade (en croate : slap Krčić), haute de 22 m ; cette cascade est également connue sous les noms de Veliki buk et Topoljski buk. Une forteresse située sur une hauteur à proximité de la cascade, existait autrefois, protégeant le pont qui franchissait la rivière.
La rivière est longée par une route reliant Knin à Kijevo (?), construite il y a plus de deux cents ans et aujourd'hui asphaltée.